# Belwat, Manvi
Belwat là một làng thuộc tehsil Manvi, huyện Raichur, bang Karnataka, Ấn Độ.